# Blind Dating
Blind Dating (Cita a Ciegas) es una película de comedia romántica 2006 dirigida por James Keach y protagonizada por Chris Pine, Eddie Kaye Thomas , Anjali Jay , Jane Seymour , y Jayma Mays . La película es producida por David Shanks y James Keach y se distribuye por Samuel Goldwyn Films LLC .
Durante su lanzamiento, la película recibió críticas mixtas

## Sinopsis
Danny Valdessecchi (Chris Pine) es un guapo chico de 22 años inteligente, y encantador que resulta ser ciego. Después de haber sido ciego desde su nacimiento, se ofrece voluntario para una prótesis visual experimental arriesgada. Durante las pruebas conoce a una hermosa recepcionista hindu, Leeza (Anjali Jay). Mientras tanto, su hermano Larry (Eddie Kaye Thomas), descubre que Danny es virgen, así que dirige un servicio de limusina, le pone una serie de citas a ciegas desastrosos. Cuando Danny finalmente se da cuenta de que se está enamorando de Leeza, ella le dice que no puede verlo más porque ha sido prometida en un matrimonio arreglado. Creyendo que Leeza no persiguió su relación debido a ser ciego, Danny se deprime y deja de tomar las pruebas necesarias para su cirugía cerebral. La familia de Danny, su psicoterapeuta excéntrica Dr. Evans (Jane Seymour) y oftalmólogo Dr. Perkins (Stephen Tobolowsky) aconsejan que continúe porque es su única oportunidad de ver, y pronto Danny es operado con éxito en. Él ve las caras de su familia por primera vez, pero no de Leeza, que estaba ausente, de mala gana por su preparación para el matrimonio. Pronto, el experimento demuestra que es un fracaso, como la prótesis es frágil en su cerebro se mueve, nublando su visión ya débil, y Danny vuelve a ser ciego. Al darse cuenta de que él realmente ama a Leeza, irrumpe en la boda profesando su amor por ella y diciendo "El amor es como me hablas. El amor es la forma en que me tocas... y me guía me muestra el camino a seguir. Y cuando nos besamos, cuando nos besamos, me mueve a mi alma". El beso pareja. Ante esto, el matrimonio se canceló y Danny y Leeza empiezan de nuevo a aprender más acerca de la familia y la cultura del otro.

## Elenco
| Actor              | Papel            |
| ------------------ | ---------------- |
| Chris Pine         | Danny            |
| Anjali Jay         | Leeza            |
| Frank Gerrish      | Angelo           |
| Eddie Kaye Thomas  | Larry/Lorenzo    |
| Jane Seymour       | Dr. Evans        |
| Jodi Russell       | Mrs. Van de Meer |
| Stephen Tobolowsky | Dr. Perkins      |
| Jayma Mays         | Mandy            |
| Jennifer Alden     | Jasmine          |
| Pooch Hall         | Jay              |
| Sendhil Ramamurthy | Arvind           |
| John Boccia        | Jonnie           |
| Judith Benezra     | Heidi            |
| Katy Mixon         | Suzie            |
| Iqbal Theba        | Mr. Raja         |